# Vince Welnick
Vince Welnick (21 février 1951 – 2 juin 2006) est un musicien américain qui a joué avec les groupes The Tubes et Grateful Dead.

## Biographie
Né à Phoenix (Arizona), Welnick commence à jouer des claviers dès l'adolescence. Il débute dans le groupe The Beans, qui devient The Tubes, qui se fait connaître pour son jeu de scène exubérant à la fin des années 1970 et au début des années 1980.
Welnick quitte les Tubes en 1989 et rejoint Grateful Dead l'année suivante, remplaçant Brent Mydland, mort le 26 juillet 1990. Il reste membre du groupe jusqu'à sa dissolution après la mort de Jerry Garcia en 1995. Il fait partie des musiciens qui entrent au Rock and Roll Hall of Fame en 1994 en tant que membre du Dead. Après la séparation du Dead, il rejoint Ratdog, le nouveau groupe de Bob Weir. Il joue également avec Missing Man Formation, Phil Lesh and Friends ou le Mickey Hart Band.
Vince Welnick se suicide le 2 juin 2006.

## Discographie

### Avec les Tubes
- 1975 : The Tubes
- 1976 : Young and Rich
- 1977 : Now
- 1978 : What Do You Want from Live
- 1979 : Remote Control
- 1981 : The Completion Backward Principle
- 1983 : Outside Inside
- 1985 : Love Bomb (en)

### Avec Grateful Dead
- 1991 : Infrared Roses
- 1997 : Fallout from the Phil Zone
- 1997 : Dick's Picks Volume 9
- 2000 : Dick's Picks Volume 17
- 2001 : View from the Vault, Volume Two
- 2003 : Dick's Picks Volume 27
- 2006 : Grateful Dead Download Series Volume 11
- 2008 : Road Trips Volume 2 Number 1
- 2009 : Road Trips Volume 2 Number 4
- 2019 : Giants Stadium 1987, 1989, 1991

### Autres participations
- 1989 : Nearly Human (Todd Rundgren)
- 1991 : 2nd Wind (Todd Rundgren)
- 1994 : Chance in a Million (Zero)
- 1996 : Calling Up Spirits (Dick Dale)
- 1996 : Second Sight (Second Sight)
- 1998 : Fiesta Amazonica (Merl Saunders)
- 1998 : Missing Man Formation (Missing Man Formation)
- 2000 : Might as Well... (The Persuasions)
- 2000 : Smallstone (Smallstone)
- 2001 : Uh-Oh! (Tipsy)
- 2007 : Texistentialism (Jerry Lightfoot's Band of Wonder)